# 共产党和工人党倡议
共产党和工人党倡议（英語：Initiative of Communist and Workers' Parties），全称共产党和工人党为研究和阐释欧洲议题及协调活动倡议（INITIATIVE of communist and workers’ parties in order to study and elaborate European issues and to coordinate their activity），又称欧洲共产主义倡议（European Communist Initiative），简称倡议（INITIATIVE），是欧洲的一个已不存在的正统共产主义国际政党组织。该组织有29个成员党，分布于欧洲各国。该组织的领导机关是书记处。希腊共产党是该组织的主要创建者。

共产党和工人党倡议成员党所属国家地图。红色指有成员党的国家，暗红色指在欧洲议会拥有席位的成员党。曾参与会议但未加入的政党为浅红色。

该组织的目标是“为探索涉及欧洲（特别是涉及欧盟）在其体制内制定的政治路线及其对工人的生活造成的影响的议题的研究做出贡献，同时坚持推动各党达成一致立场，协调它们的共同行动及其它活动”。
该组织反对欧洲左翼党的“机会主义路线”和“改良主义立场”。
2023年9月9日，“欧洲共产主义倡议”官网刊文，由于各政党间的意识形态和政治分歧严重，“欧洲共产主义倡议”秘书处发布声明宣告组织终止活动。9月27日，苏联共产党俄罗斯共产主义工人党、苏联共产党、拉脱维亚社会党、社会主义人民阵线、乌克兰共产主义者联盟、保加利亚共产党人党、南斯拉夫新共产党、法国共产主义复兴极点等前“倡议”成员党联合发表《欧洲共产主义倡议各党派联合声明》，抗议希腊共产党单方面宣布“倡议”终止活动，谴责这种不合规且不民主的行为，并表示签署声明各方将以“共产党和工人党倡议”的形式继续合作。
2023年11月18日，在希腊共产党组织下，欧洲12个共产党和工人党建立欧洲共产主义行动，作为“倡议”的后继者。

## 解散时的成员党
| 国家       | 政党                              |
| ---------- | --------------------------------- |
| 奥地利     | 奥地利劳动党                      |
| 白俄羅斯   | 白俄罗斯工人共产党                |
| 保加利亚   | 保加利亚共产主义者联盟            |
| 保加利亚   | 保加利亚共产党人党                |
|            | 克罗地亚社会主义工人党            |
| 丹麦       | 丹麦国内共产党                    |
| 芬兰       | 共产主义工人党—争取和平与社会主义 |
| 法國       | 法国共产主义复兴极点              |
| 法國       | 法国革命共产党                    |
|            | 格鲁吉亚统一共产党                |
| 希腊       | 希腊共产党                        |
| 爱尔兰     | 工人党                            |
| 拉脫維亞   | 拉脱维亚社会党                    |
| 立陶宛     | 社会主义人民阵线                  |
| 北馬其頓   | 马其顿共产党                      |
| 馬爾他     | 马耳他共产党                      |
| 摩尔多瓦   | 人民抵抗                          |
| 挪威       | 挪威共产党                        |
| 波蘭       | 波兰共产党                        |
| 俄羅斯     | 苏联共产党俄罗斯共产主义工人党    |
| 后苏联国家 | 苏联共产党                        |
| 塞爾維亞   | 南斯拉夫新共产党                  |
| 斯洛伐克   | 斯洛伐克共产党                    |
| 西班牙     | 西班牙工人共产党                  |
| 瑞典       | 瑞典共产党                        |
| 土耳其     | 土耳其共产党                      |
| 乌克兰     | 乌克兰共产主义者联盟              |
| 英国       | 不列颠新共产党                    |

## 前成员党
| 国家   | 政党                   |
| ------ | ---------------------- |
| 捷克   | 捷克和摩拉维亚共产党   |
| 法國   | 法国革命共产主义者联盟 |
| 法國   | 共产党人革命党         |
| 西班牙 | 西班牙人民共产党       |
| 土耳其 | 共产党                 |
| 匈牙利 | 匈牙利工人党           |
| 義大利 | 共产党                 |